# Інасью Жозе ді Алваренга Пейшоту
Інасью Жозе ді Алваренга Пейшоту (порт. Inácio José de Alvarenga Peixoto ; Рио-де-Жанейро, 1744 - Амбака, Ангола
, 1793) - бразильський поет і юрист епохи Просвітництва. Був заарештований і засуджений за участь в Інконфіденції Мінейри, як покарання був до кінця життя засланий до Африки.

## Біографія

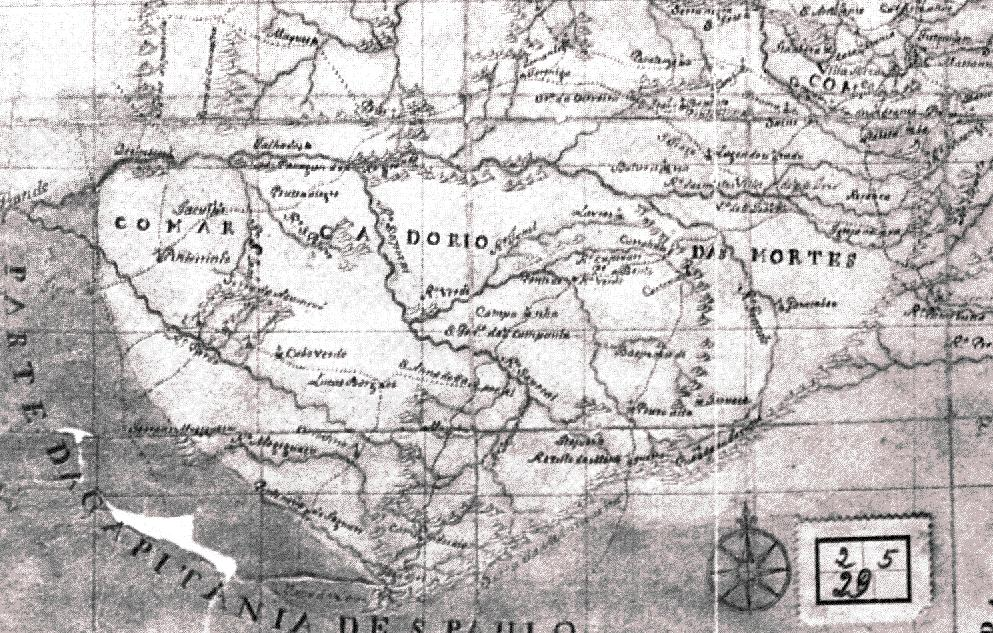
Карта комарки Ріо-дас-Мортес, 1780

Народився сім'ї Сімау Алваренги і Марії Браги. Навчався в єзуїтській колегії імені Умберто ді Соузи Мелу у Ріо-де-Жанейро. Перебравшись до Португалії, він з відзнакою закінчив бакалаврат Коїмбрського університету в галузі права. Завів знайомство з Базиліу да Гама. Після повернення на батьківщину став сенатором міста Сан-Жуан-дел-Рей у капітані Мінас-Жерайс, а також виконував обов'язки судді у комарці Ріу-дас-Мортес. Пізніше він склав із себе обов'язки судді, щоб зайнятися розвитком сільського господарства та гірничовидобутку у регіоні. Був одружений з поетесою Барбарою Еліодорою Гільєрміною да Сілвейрі, в шлюбі з якою народилося четверо дітей.
Як і більшість освічених людей того періоду, був прихильником визвольних ідей. У 1789 проти волі був задіяний у змові. За доносом було заарештовано, засуджено та депортовано до Анголи, де й помер.

## Поеми
- A Dona Bárbara Heliodora
- A Maria Ifigênia
- Canto Genetliaco
- Estela e Nize
- Eu Não Lastimo o Próximo Perigo
- Eu Vi a Linda Jônia
- Sonho Poético